# Alláh-u-Abhá
Alláh-u-Abhá, ossia Dio il Gloriosissimo, è una brevissima lode a Dio che i Bahai, gli aderenti alla religione fondata da Bahá'u'lláh si scambiano talvolta come devozione/saluto quando si incontrano.

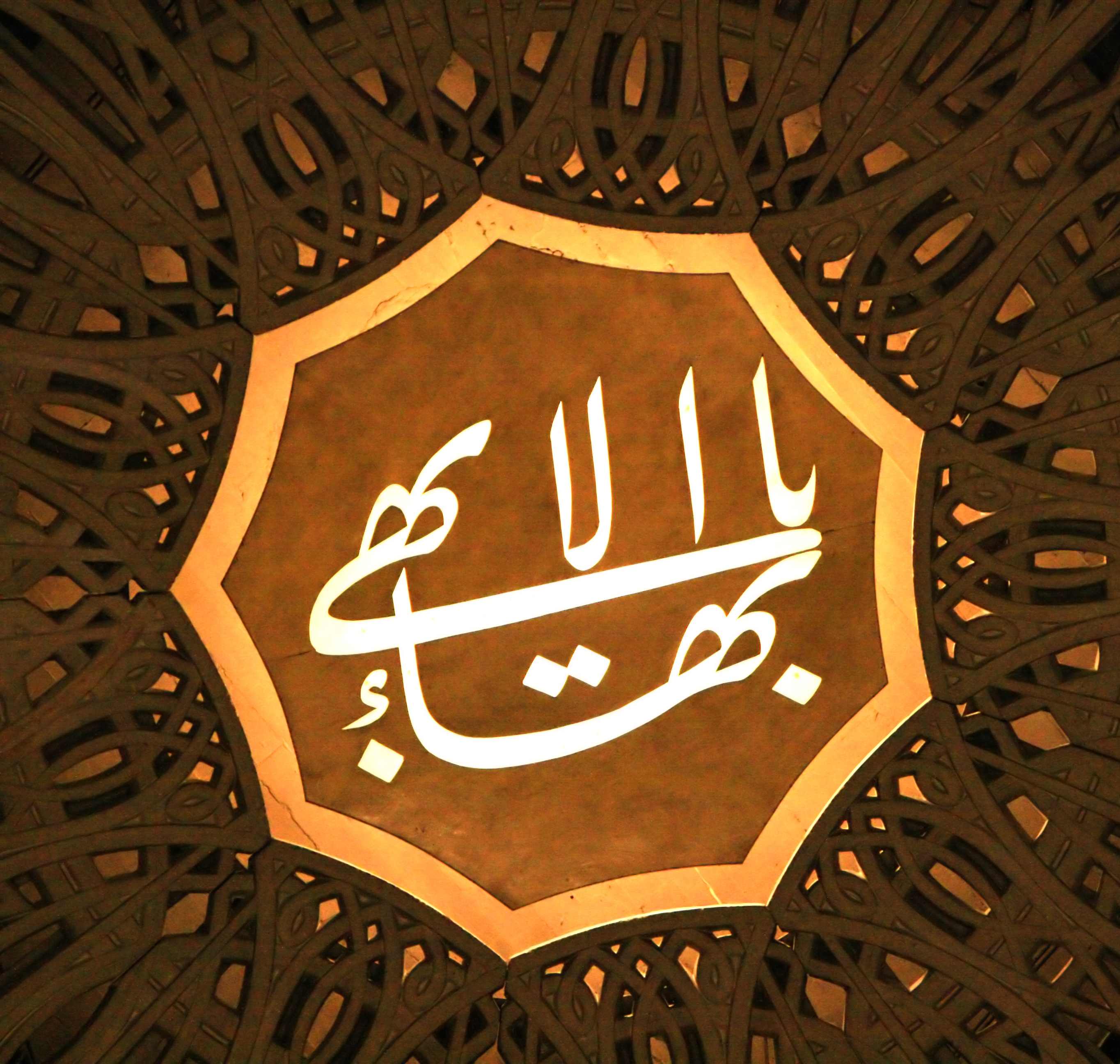
Simbolo del Più Grande Nome

Abhá è il superlativo della parola Bahá', Gloria o Splendore, lemma che fa parte del simbolo Il più Grande Nome, il più importante e sentito dei simboli bahai.
Ai Bahai è richiesta la santa consuetudine di ripetere Alláh-u-Abhá novantacinque volte al giorno, come disposto nel Kitáb-i-Aqdas, il libro delle leggi di Bahá'u'lláh.